# ムシ

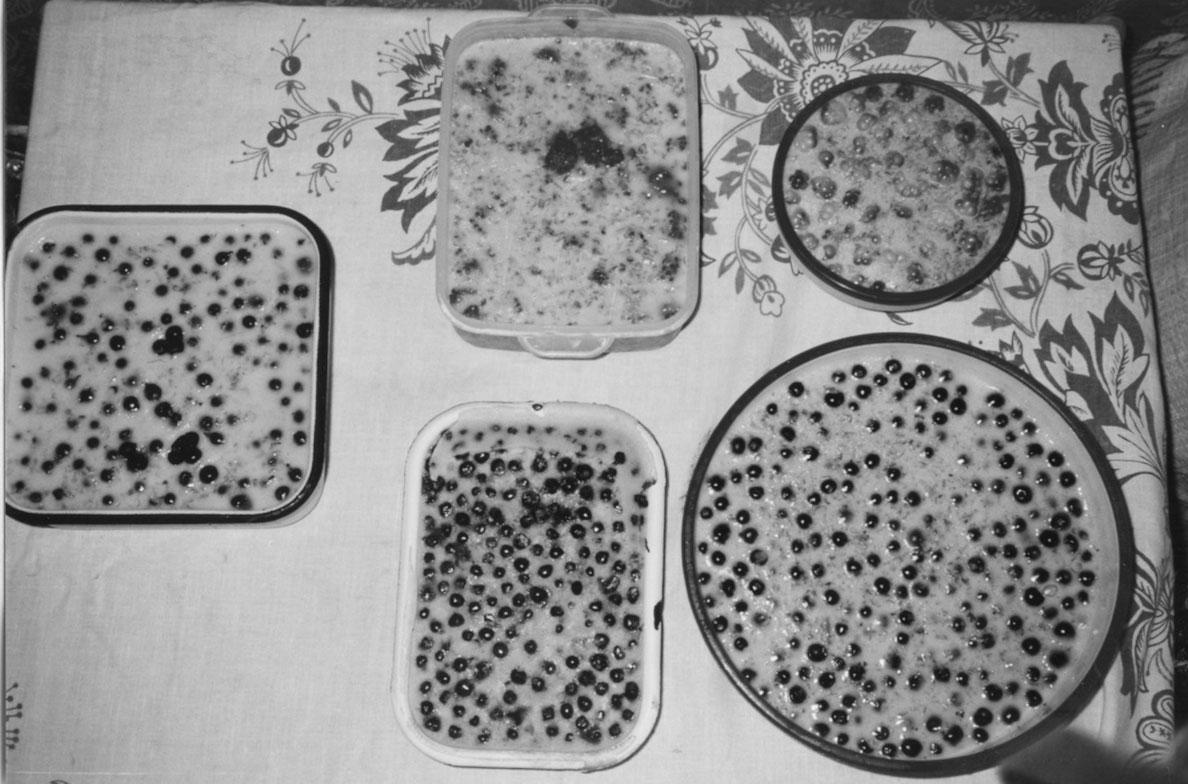
ニヴフの手によるムシ(モシ)

ムシは、樺太アイヌの伝統的な料理で、ツルコケモモなどのベリー類を鮭の皮から抽出したゼラチンで固めた一種の煮こごり、あるいはゼリーである。同様の料理は樺太中部の先住民・ニブフや沿海州のナナイの間にも伝えられ、こちらは「モシ」の名で呼ばれる。

## 作り方
以下は、樺太アイヌによる作り方である。
1. 鮭1匹分の皮を用意し、鱗を丁寧に取り除いたのち細かく刻む。
2. 刻んだ皮を弱火でとろけるまで煮込み、カムイケー（アザラシかオットセイの脂）を加える。
3. カタム（ツルコケモモ）を入れて潰しながら煮込み、さらに剥いた栗やハハ（クロユリの鱗茎）も加える。
4. 全体が煮詰まったら型に移し、戸外の寒気に当てて固める。